# لهجة الزبير
اللهجة الزبيرية هي لهجة عربية خليجية عراقية، موطنها الأول مدينة الزبير العراقية، متكونة من امتزاج اللهجة النجدية للمهاجرين من نجد إلى قرية الزبير في البصرة، مع اللهجة العراقية الجنوبية التي سكن المهاجرون في أرضها، لهجة الزبير متمايزة عن اللهجات العراقية الأخرى، ويظهر أصلها النجدي البدوي في كثير من مفرداتها، ويشابهها في الخصائص الصوتية لهجة بدو العراق في الانبار والجزيرة (جنوب الموصل) الذين جاء كثير منهم من شمال إقليم نجد، اكتسبت لهجة الزبير السمات الصوتية الواضحة من جنوب العراق، وابتعدت عن لهجة نجد في مظاهرها الصوتية والنحوية والمعجمية، فنشأ من ذلك لهجة خليجية تشابه لهجة حواضر الخليج كالكويت، والبحرين، قال إبراهيم السامرائي في كتابه (التوزيع اللغوي الجغرافي في العراق) «ومن المفيد أن أقول أن اللهجة التي يستعملها سكان مدينة الزبير في جنوبي العراق ترجع في أصولها إلى عناصر لغوية بدوية وذلك لأن الزبيريين من نجد، ولغة نجد بدوية من غير شك، ولكن انصراف الزبيريين إلى الاستقرار في مجتمع مدني قد أتي على الشيء الكثير من الطابع البدوي في لغتهم»، وفي منتصف القرن العشرين، بدأ رجوع الزبيريين النجديين إلى الكويت والسعودية، وكانت آخر أفواج العائدين بعد الاحتلال الأمريكي للعراق، فأصبحت اللهجة الزبيرية قليلة الاستعمال في الزبير.

## حروف اللهجة
تُنطق الحروف العربية الفصحى كلها ما عدا الضاد يُحوّل إلى ظاء، ويزيدون على حروف المعجم العربي، حرفين أعجميين، الجيم المهموسة، والكاف الفارسية.

### إبدال الحروف
- الهمزة: تُبدل حروف اللين ببعض الهمزات، كالهمزة المتوسطة الساكنة المتحرك ما قبلها، مثل: ذئب - ذيب، والهمزة المتطرفة المسبوقة بحرف لين ساكن غير الألف، مثل: شيء - شَيْ، والهمزة المتطرفة المسبوقة بحرف صحيح متحرك، مثل: خطأ - خطا، وتُبدل الهمزة الثانية ألفاً في الكلمة المبدوءة بهما، مثل: أأكل - آكل، وتُحذف الهمزة أحياناً، مثل سماء = سما.
- الجيم: تُنطق الجيم كالنطق القرآني عموماً، وتوضع بديلاً من القاف في بعض الكلمات مثل: قِدر - جدر، قليل - جِليل، وكثيراً ما يُبدل بالجيم حرف الياء.
- الجيم المهموسة (چ): يستعمل الزبيريون هذا الحرف بديلاً، والنطق به يشبه «تش»، الحروف المُبدلَة هي:
- كاف خطاب المؤنث: دائماً يقلب الزبيريون كاف خطاب المؤنث إلى الجيم المهموسة (چ)، فيقولون: هذا بيتچ، أي: هذا بيتكِ.
- الطاء: ينطق العراقيون الأعداد المركبة كأربعة عشر: أربع-طعش، وخمسة عشر: خمس-طعش، أما في ناحتي أبي الخصيب والزبير بالبصرة فيقولون أربع-تعش، وخمس-تعش، فينقلب حرف الطاء تاءً، قال جلال الحنفي «خمصطعش، أي خمسة عشر..وفي البصرة تُلفظ هذه الطاءات تاءات».، وقال إبراهيم السامرائي في كتابه التوزيع اللغوي في العراق "يرقق سكان الزبير وأبي الخصيب من نواحي البصرة في أقصى الجنوب الأعدادَ: (ثنعش) أي (اثنا عشر) و(ثلتعش) أي (ثلاثة عشر)".[9][10]
- الغين: تنطق قافاً في بعض الكلمات.
- القاف: تُنطق غيناً في بعض الكلمات.

## التصغير
تُصغّر الكلمات للتحلية والتحبب أو للتقليل، وأكثر من يستعمله العجائز، وقلّما يستعمله الرجال، مثلاً تقول المرأة لجارتها: عندكِ خبيزة؟، وهذه دشيديشة تصغيرً للدشاشة، وهذه شكيرة تصغيراً للسُكّر.

## الكنى
يستعمل الزبيريون الكُنى المتلازمة، فيكنون من اسمه محمد، فيقولون أبو جاسم، ومن اسمه علي، فهو أبو حسين، وأبو شهاب لأحمد، وأبو نجم لمن اسمه عبد الله، وإبراهيم أبو خليل، وعمر أبو فاروق، وخلَف أبو زيد، ويوسف أبو يعقوب، وناصر أبو علي، وسليمان أبو داود، وعبد الرحمن أبو عوف، وعبد العزيز أبو سعود، وعبد اللطيف أبو خالد، وعبد المحسن أبو برّاك، وأحياناً يُكنى الإنسان بعكس كنية أبيه، فمن كانت كنية أبيه أبا حسين فالابن كنيته أبو علي، وكنية من ليس له ذرية أبو غايِب، أو يُكنونه باسم أبيه.

## مفردات لهجة الزبير
في الزبير كانت تُستعمل كلمات أعجمية من جراء الحكم العثماني والجوار الفارسي، منها:
| الكلمة   | معناها                                  |
| -------- | --------------------------------------- |
| تفك      | بنادق                                   |
| بوري     | بوق                                     |
| كمبل     | بطانية                                  |
| تتن      | تبغ                                     |
| فشك      | رصاص                                    |
| دوربين   | مِنظار                                   |
| زنجير    | سلسلة                                   |
| بويه     | طلاء                                    |
| ميوه     | فاكهة                                   |
| لقن      | طشت                                     |
| بيرق     | راية                                    |
| بالطو    | مِعطف                                    |
| جام      | زجاج                                    |
| نمرة     | رقم                                     |
| مطّارة    | زمزمية                                  |
| وجاق     | موقد                                    |
| قندرة    | حذاء                                    |
| سكملي    | كرسي                                    |
| جنطة     | حقيبة                                   |
| برغي     | لولب                                    |
| طمقة     | علامة                                   |
| بنجرة    | شباك                                    |
| سنقي     | حربة                                    |
| جول      | صحراء                                   |
| طوب      | مدفع                                    |
| صيخ      | سفّود                                    |
| عرموط    | كُمثرى                                   |
| كاقد     | ورق                                     |
| كرنتينه  | محجر صحي                                |
| سبرنك    | نابض                                    |
| دوشك     | فراش                                    |
| درويش    | فقير                                    |
| شيشة     | قنينة                                   |
| اسكله    | رصيف                                    |
| طابور    | فوج                                     |
| بوش      | فارغ                                    |
| كيلون    | قفل                                     |
| طرمبه    | مضخة                                    |
| جيك      | صك                                      |
| فيس      | قبعة                                    |
| خاشوقة   | ملعقة                                   |
| كردانة   | قلادة                                   |
| قوطي     | عُلبة                                    |
| كديش     | بغَل                                     |
| خوش      | لطيف                                    |
| جاخور    | اصطبل                                   |
| زَنكين    | غني                                     |
| دقمة     | زرار                                    |
| أيَل      | أجَل (معناها إذن)                        |
| شمدريني؟ | ما أدراني؟                              |
| دروازة   | باب مدخل البلدة                         |
| جاخور    | أرض مسورة لها باب تُحفظ فيها الدواب      |
| شكر      | سُكّر                                     |
| چاي      | شاي                                     |
| القبان   | آلة وزن الأشياء الثقيلة                 |
| مراغة    | مناخ لراحة للإبل                        |
| أدب      | أصلها أب دست ومعناها المرحاض            |
| حلِّلُوني   | اجعلوا ذمّتي مبرّاة تجاهكم                |
| دشّ       | دخَل                                     |
| التكشّت   | التنزه في البرية                        |
| بشت      | عباءة، واشتهرت الزبير بصنع العباءات     |
| بقشة     | بستان                                   |
| دبش      | حمير                                    |
| تفق      | بنادق                                   |
| شرد      | هرب                                     |
| عزّل      | أغلق مكاناً أو سُوقاً                      |
| كروة     | أجرة النقل                              |
| خوخة     | باب صغير ضمن باب أكبر                   |
| زاروع    | مُزارِع                                   |
| ناش      | نالَ                                     |
| يهوّس     | الهوسة عبارة منغمة، يكرر آخرها السامعون |